# Listă de domni și domnitori ai Țărilor Române
Aceasta este o listă de domni și domnitori ai Țărilor Române în funcție de regiunile istorice ale României:
- Lista domnilor Țării Românești
- Lista domnilor Moldovei
- Listă de voievozi și principi ai Transilvaniei